# Song quắn hình trâm
Song quắn hình trâm (danh pháp khoa học: Heliciopsis lanceolata) là một loài thực vật thuộc họ Proteaceae. Loài này có ở Indonesia và Malaysia. Chúng hiện đang bị đe dọa vì mất môi trường sống.